# Kế hoạch Hành động Hà Nội
Kế hoạch Hành động Hà Nội là kết quả Hội nghị không chính thức lần thứ hai của ASEAN diễn ra tại Hà Nội vào năm 1997. ASEAN xác định Tầm nhìn ASEAN 2020 "một hiệp đồng của các quốc gia Đông Nam Á, nhìn ra bên ngoài, sống trong hòa bình, ổn định và thịnh vượng, liên kết với nhau trong mối quan hệ đối tác, phát triển năng động và trong công đồng đùm bọc lẫn nhau". Đây là bước đi đầu tiên trong chuỗi hành động để giúp ASEAN đạt được những mục tiêu.